# Tarqeq
Tarqeq, officiellement Saturne LII Tarqeq et provisoirement désignée S/2007 S 1, est l'un des satellites naturels de Saturne. Sa découverte, effectuée grâce à des observations faites entre le 5 janvier 2006 et le 22 mars 2007, fut annoncée par Scott S. Sheppard, David Jewitt, Jan Kleyna et Brian G. Marsden le 13 avril 2007.
Elle porte le nom du dieu lunaire inuit Tarqeq, aussi nommé Tarqiup Inua.